# John Cornwall
John Cornwall 1e baron van Fanhope en Millbroke, Ridder in de orde van de Kousenband, Privy Council van Engeland (1364-11 december 1443) was een Engels edelman en soldaat.

## Huwelijk met Elisabeth Plantagenet
In 1400 trouwde John Cornwall met Elizabeth Plantagenet, een jaar nadat John Holland, de toenmalige man van Elizabeth Plantagenet, in 1399 ter dood werd veroordeeld voor betrokkenheid bij een moordaanslag op Hendrik IV. Er was controverse over het nieuwe huwelijk, gezien John Cornwall geen toestemming had gevraagd aan de koning, alleen aan de vader van Elizabeth, John van Gaunt.
Elisabeth baarde twee kinderen tijdens hun huwelijk, een zoon en een dochter. De zoon werd vernoemd naar zijn vader, en stierf al op zeventienjarige leeftijd. De dochter, Constance Cornwall, trouwde John FitzAlen en stierf in 1427. Hun huwelijk was kinderloos.

## Militaire carrière
John Cornwall was een zeer vaardige vechter en heeft hierdoor in zijn leven meerdere toernooien gewonnen en vele ridders in duels verslagen. Door deze overwinningen verkreeg hij een zeer hoge status.
Heer John heeft meerdere malen als soldaat van zijn koning gediend. Hij diende onder Richard II, Hendrik IV, Hendrik V en Hendrik VI. Hij heeft gediend in Schotland, Wales en Frankrijk, respectievelijk in de Schotse oorlogen; tegen de Welshe opstand van Owain Glyndŵr; en in de Honderdjarige Oorlog. Hij verloor zijn zoon in de laatste van de drie, tijdens de Slag bij Meaux. De jonge John werd naast zijn vader door kanonskogel geraakt en was op slag dood. Na dit incident zwoer John nooit meer tegen christelijke koningen te vechten.
Hij werd door Hendrik IV in 1409 ingezworen in de orde van de kousenband. Hij werd benoemd tot Baron Fanhope en Baron Milbroke op respectievelijk 17 juli 1433 en 30 januari 1442 door Hendrik VI. Deze titels zijn op zijn dood niet overgedragen op iemand anders, gezien zijn zoon was gestorven en zijn dochter was getrouwd.
Hij had door zijn militaire carrière een aanzienlijk fortuin verzameld. Dit fortuin had hij onder andere verkregen door het prijzengeld van de gewonnen toernooien en plunderbuit. Zo had hij tijdens de Honderdjarige Oorlog bij de Slag bij Azincourt Guillebert de Lannoy en Louis, Graaf van Vendôme gevangengenomen en heeft voor hen een aanzienlijke som in losgeld gekregen. Hiernaast bleek het huwelijk met Elisabeth erg lucratief, gezien zij de zus van de koning was. Met zijn fortuin heeft hij het kasteel van Ampthill gebouwd. John Cornwall stierf hier op 11 december 1443. Het kasteel werd na zijn dood eigendom van de kroon.